# Condado de Los Angeles
O condado de Los Angeles (em inglês:  Los Angeles County, incorporado como County of Los Angeles) é o mais populoso dos 58 condados do estado americano da Califórnia e o mais populoso de todo o país, tendo, inclusive, mais habitantes do que 41 estados. Foi incorporado em 18 de fevereiro de 1850, como um dos 27 condados originais. Fato que ocorreu alguns meses antes da Califórnia ser admitida à União, em 9 de setembro de 1850. A sede e cidade mais populosa do condado é Los Angeles.
Possui 88 cidades incorporadas e muitas áreas não-incorporadas que correspondem a mais de 65% do condado. A parte mais ao sul do condado é a área mais intensamente urbanizada e abriga a maioria da população que vive ao longo da costa do Sul da Califórnia e do interior das bacias e vales. A metade norte é uma grande extensão de deserto, menos povoada, que inclui o Vale de Santa Clarita e o Vale Antelope. Esse último abrange a região nordeste do condado e é adjacente ao Condado de Kern. Entre essas duas áreas do condado estão as Montanhas de San Gabriel e o mais vasto deserto conhecido como Floresta Nacional Angeles.
Contem mais de um quarto dos habitantes da Califórnia. É um dos condados do país mais diversificados, que detém a maioria das principais cidades que engloba a Grande Los Angeles e é o centro dos cinco condados que compõem essa área.
O condado possui uma população de 10 014 009 habitantes e uma densidade populacional de 952,5 hab/km², segundo o censo nacional de 2020 realizado pelo Departamento do Censo dos Estados Unidos.
A principal agência de aplicação da lei atuante no condado é o Departamento do Xerife do Condado de Los Angeles.

## História
O condado de Los Angeles foi um dos condados originais da Califórnia, criado no mesmo ano da incorporação do estado que ocorreu em 9 de setembro de 1850. O condado foi incorporado em 18 de fevereiro do mesmo ano. A área do condado incluía grandes partes do que é agora o Condado de Kern, o Condado de San Bernardino, o Condado de Riverside e o Condado de Orange. Estas partes do território foram cedidas ao Condado de San Bernardino, em 1853, ao Condado de Kern, em 1866, e ao Condado de Orange em 1889. Em 1893, parte do Condado de San Bernardino se tornou parte do Condado de Riverside.

## Geografia
Com uma área de 12 301 km², dos quais 1 787,5 km² estão cobertos por água (14,5%) e 10 513,5 km² por terra, o condado de Los Angeles possui uma extensão de 110 km ao longo da costa do Oceano Pacífico e abrange inúmeras outras paisagens naturais, incluindo grandes picos, vales profundos, florestas, ilhas, lagos, rios e desertos. O condado possui os seguintes rios: Rio Los Angeles, Rio Hondo, Rio San Gabriel e Rio Santa Clara. As principais cordilheiras são as Montanhas de Santa Mônica e as Montanhas de San Gabriel. Também inclui a parte mais ocidental do Deserto de Mojave, e as ilhas San Clemente e Santa Catalina no Oceano Pacífico.
A maioria dos picos mais altos do condado estão localizados nas Montanhas de San Gabriel, que fazem parte das Cordilheiras Transverse. Eles incluem o Monte San Antonio (3 068 m) na fronteira dos condados Los Angeles-San Bernardino, o Monte Baden-Powell (2 865 m), o Monte Burnham (2 742 m), e o mais conhecido Monte Wilson (1 740 m), onde o Observatório Monte Wilson está situado. Outros picos menores estão localizados no norte, oeste e sudoeste do Condado de Los Angeles.
A maioria da população do Condado de Los Angeles está localizada no sul e sudoeste. Os principais centros populacionais são a Bacia de Los Angeles e os vales de São Fernando e San Gabriel. Moderada população estão nos vales Santa Clarita, Crescenta e Antelope. A zona norte do Vale de Santa Clarita (noroeste do Condado de Los Angeles, adjacentes aos Condados de Ventura e Kern) é muito montanhosa, acidentada e repleta de florestas de coníferas, que recebe neve abundante no inverno, chegando ao ponto de condições de nevasca. Esta área é menos povoada. Montanhas nesta área incluem as Montanhas San Emigdio, a parte meridional das Montanhas Tehachapi e as Montanhas de Sierra Pelona.

### Principais divisões do condado
- Leste: Eastside, Vale de San Gabriel, Vale de Ponoma
- Oeste: Westside, Beach Cities
- Sul: South Bay, Península de Palos Verdes, South Los Angeles, Gateway Cities
- Norte: Vale de São Fernando, partes do Vale de Santa Clarita e do Vale Antelope
- Centro: Centro de Los Angeles, Mid-Wilshire

### Lagos e reservatórios
| - Crystal Lake - Echo Lake - Elizabeth Lake - Hughes Lake | - Holiday Lake - Jackson Lake - Munz Lakes - Tweedy Lake |

### Áreas Nacional
- Floresta Nacional Angeles (parte)
- Floresta Nacional Los Padres (parte)
- Santa Monica Mountains National Recreation Area (parte)

### Cidades
Existem 88 cidades incorporadas no Condado de Los Angeles. Segundo o censo americano de 2020, as mais populosas são:
| - 1. Los Angeles 3 898 747 - 2. Long Beach 466 742 - 3. Santa Clarita 228 673 - 4. Glendale 196 543 - 5. Lancaster 173 516 | - 6. Palmdale 169 450 - 7. Pomona 151 713 - 8. Torrance 147 067 - 9. Pasadena 138 699 - 10. Downey 114 355 | - 11. West Covina 109 501 - 12. El Monte 109 450 - 13. Inglewood 107 762 - 14. Burbank 107 337 - 15. Norwalk 102 773 |

## Demografia
Desde 1900, o crescimento populacional médio do condado, a cada dez anos, é de 49,3%.

### Censo 2020
De acordo com o censo nacional de 2020, o condado possui uma população de 10 014 009 habitantes e uma densidade populacional de 952,5 hab/km². Seu crescimento populacional na última década foi de 2,0%, bem abaixo do crescimento médio do estado que foi de 6,1%. Ainda assim, continua sendo o condado mais populoso da Califórnia e o mais populoso dos Estados Unidos. É o terceiro condado mais densamente povoado do estado, atrás de São Francisco e do condado de Orange.
Possui 3 591 981 residências que resulta em uma densidade de 341,7 residências/km² e um aumento de 4,3% em relação ao censo anterior. Deste total, 4,8% das unidades habitacionais estão desocupadas. A média de ocupação é de 3 pessoas por residência.

### Censo 2010
Segundo o censo nacional de 2010, o condado possui uma população de 9 818 605 habitantes e uma densidade populacional de 933,9 hab/km². É o condado mais populoso da Califórnia e o mais populoso dos Estados Unidos. Possui 3 445 076 residências que resulta em uma densidade de 327,7 residências/km².
Das 88 localidades incorporadas no condado, Los Angeles é a cidade mais populosa, com 3 792 621 habitantes, o que representa 39% da população total, enquanto que Maywood é a cidade mais densamente povoada, com 8 964 hab/km². Vernon é a cidade menos populosa do condado, com 112 habitantes. Apenas 15 cidades possuem população superior a 100 mil habitantes.

### Censo 2000
Segundo o censo nacional de 2000, o condado de Los Angeles possui 9 519 338 habitantes, 3 133 774 residências ocupadas e 2 137 233 famílias. A densidade populacional do condado é de 937 hab/km².
O condado possui no total 3 270 909 residências que resultam em uma densidade de 311 residências/km². 48,71% da população do condado são brancos (dos quais 31,1% não são hispânicos), 9,78% são afro-americanos, 11,95% são asiáticos, 0,81% são nativos americanos, 0,28% são nativos polinésios, 23,53% são de outras raças e 4,94% são descendentes de duas ou mais raças. 44,56% da população do condado são hispânicos de qualquer raça. O condado de Los Angeles é um dos poucos dos Estados Unidos onde hispânicos formam uma pluralidade. Espera-se que, em alguns anos, devido à grande imigração de hispânicos na região, os hispânicos tornem-se maioria no condado.
Existem no condado 3 133 774 residências ocupadas, dos quais 36,8% abrigam pessoas com menos de 18 anos de idade, 47,6% abrigam um casal, 14,7% são famílias com uma mulher sem marido presente como chefe de família, e 31,8% não são famílias. 24,6% de todas as residências ocupadas são habitadas por apenas uma pessoa, e 7,1% das residências ocupadas no condado são habitadas por uma única pessoa com 65 anos ou mais de idade. Em média, cada residência ocupada possui 2,98 pessoas e cada família é composta por 3,61 membros.
28% da população do condado possui menos de 18 anos de idade, 10,3% possuem entre 18 e 24 anos de idade, 32,6% possuem entre 25 e 44 anos de idade, 19,4% possuem entre 45 e 64 anos de idade, e 9,4% possuem 65 anos de idade ou mais. A idade média da população do condado é de 33 anos. Para cada 100 pessoas do sexo feminino existem 97,7 pessoas do sexo masculino. Para cada 100 pessoas do sexo feminino com dezoito anos ou mais de idade existem 95 pessoas do sexo masculino.
A renda média anual de uma residência ocupada é de 42 189 dólares, e a renda média anual de uma família é de 46 452 dólares. Pessoas do sexo masculino possuem uma renda média anual de 36 299 dólares, e pessoas do sexo feminino, 30 981 dólares. A renda per capita do condado é de 20 683 dólares. 17,9% da população do condado e 14,4% das famílias do condado vivem abaixo da linha de pobreza. 24,2% das pessoas com dezessete anos ou menos de idade e 10,5% das pessoas com 65 anos ou mais de idade estão vivendo abaixo da linha de pobreza.

## Infra-estrutura de transportes

### Estradas
O condado possui uma extensa rede de via expressa de lendário tamanho e complexidade, que é mantida pelo Caltrans e patrulhada pela Patrulha Rodoviária da Califórnia. Possui também uma vasta rede de ruas urbanas e suburbanas, a maioria das quais é mantida pelas prefeituras. O condado e a maioria das cidades geralmente fazem um trabalho decente de manutenção e limpeza das ruas. Ambas as estradas e as ruas são conhecidas pelos congestionamentos de tráfego severos.
Além do serviço de ônibus metropolitano, inúmeras cidades do condado também operam suas próprias empresas de ônibus e linhas de transporte.

#### Principais rodovias
| - Interstate 5 - Interstate 105 - Interstate 405 - Interstate 605 - Interstate 10 - Interstate 110 - Interstate 210 - Interstate 710 - U.S. Route 101 | - State Route 1 - State Route 2 - State Route 14 - State Route 18 - State Route 19 - State Route 39 - State Route 47 - State Route 57 - State Route 60 | - State Route 66 - State Route 71 - State Route 90 - State Route 91 - State Route 110 - State Route 134 - State Route 138 - State Route 170 - State Route 210 |

### Espaço áereo
O principal aeroporto comercial do condado é o Aeroporto Internacional de Los Angeles (LAX), em Los Angeles. Outros aeroportos importantes incluem o Aeroporto de Long Beach, em Long Beach e o Aeroporto Bob Hope em Burbank. O Aeroporto Regional LA/Palmdale está previsto para expandir o serviço comercial. Há também outros aeroportos de aviação geral em Los Angeles, incluindo aeroportos em Van Nuys e Pacoima. Outros aeroportos existem em Santa Mônica, Compton, Torrance, El Monte, Lancaster, La Verne e Hawthorne.

### Ferrovia
Los Angeles é um importante centro de transporte ferroviário de mercadorias, principalmente devido aos grandes volumes de mercadorias que entram e saem das instalações portuárias do condado. Os portos estão ligados à pátios ferroviários e as principais linhas da Union Pacific e da Burlington Northern Santa Fe que conduzem ao leste através de um corredor ferroviário conhecido como o Corredor Alameda.
Serviço ferroviário de passageiros é prestado no condado pela Amtrak, pelo Metrô de Los Angeles e pela Metrolink.
A Amtrak tem os seguintes serviços interurbanos na Union Station, localizada na cidade de Los Angeles:
- O Pacific Surfliner para Santa Barbara, San Luis Obispo e San Diego.
- O Coast Starlight para Seattle.
- O Southwest Chief para Chicago.
- O Sunset Limited para New Orleans e Orlando.

A Union Station é também o centro principal de trem suburbano da Metrolink, que atende grande parte da Grande Los Angeles.
Metrô de superfície, metrô (transporte ferroviário pesado) e serviço de ônibus de longa distância são todos fornecidos pela Autoridade de Transporte Metropolitano do Condado de Los Angeles.

### Oceano
Os dois principais portos do condado são o Porto de Los Angeles e o Porto de Long Beach. Juntos, eles controlam mais de um quarto de todo o tráfego de contêiner que entra nos Estados Unidos, tornando o complexo o maior e mais importante do país, e o terceiro maior porto do mundo em volume de transporte marítimo.
O Porto de Los Angeles é o maior centro de navios de cruzeiro na costa oeste, por onde passam mais de 1 milhão de passageiros anualmente.
Balsas ligam Avalon, na Ilha Santa Catalina, ao continente.

## Economia
Los Angeles é comumente associada com a indústria do entretenimento; todos os seis grandes estúdios — Paramount Pictures, 20th Century Fox, Sony, Warner Bros., Universal Pictures e Walt Disney Studios — estão localizadas dentro do condado. Além do cinema e produção de programas de televisão, outras grandes indústrias do Condado de Los Angeles são o comércio internacional apoiado pelo Porto de Los Angeles e pelo Porto de Long Beach, gravação e produção musical, aeroespacial e de serviços profissionais, tais como direito e medicina.

## Pontos de interesse

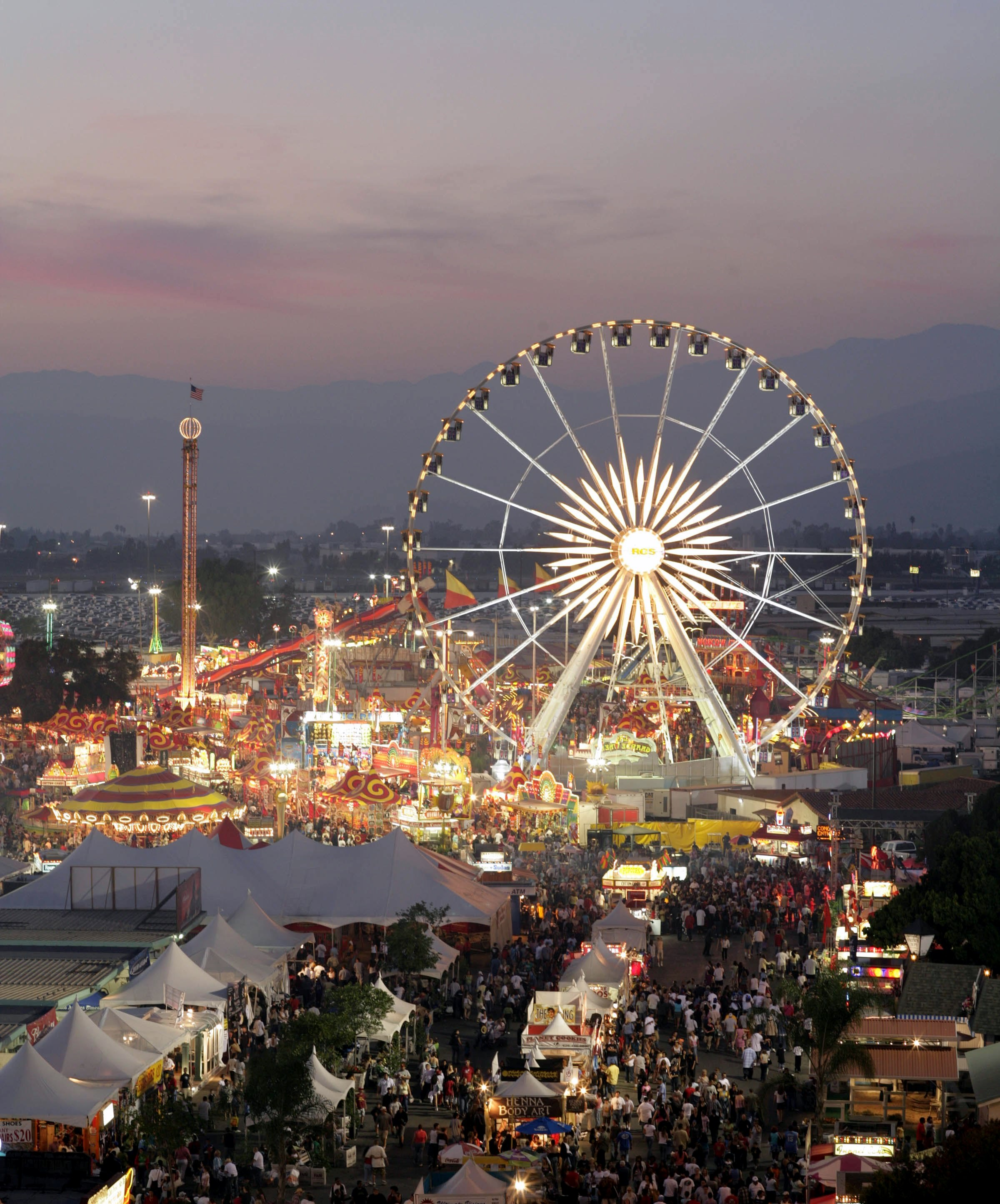
Los Angeles County Fair ao anoitecer, em 2008.

O parque mais visitado do condado é o Parque Griffith, propriedade da cidade de Los Angeles. O condado é também conhecido pelo anual Rose Parade em Pasadena, o anual Los Angeles County Fair em Pomona, o Museu de Arte do Condado de Los Angeles, o Zoológico de Los Angeles, o Museu de História Natural do Condado de Los Angeles, o La Brea, o Jardim Botânico do Condado de Los Angeles, duas pistas de corrida de cavalo e duas pistas de corrida de carro (Pomona Raceway e Irwindale Speedway), o RMS Queen Mary localizado em Long Beach, e o Grand Prix of Long Beach, além de quilômetros de praias — de Zuma a Cabrillo.

### Museus
- Centro de Ciência da Califórnia (anteriormente Museu da Ciência e Indústria), em Los Angeles
- Biblioteca Huntington, em San Marino
- Museu de Arte de Long Beach na histórica residência de Elizabeth Milbank Anderson
- Museu das Crianças de Los Angeles
- Museu de Arte do Condado de Los Angeles, em Mid-City, Los Angeles
- Museu de Arte Contemporânea no Centro de Los Angeles (fundado em 1950)
- Museu de Tecnologia Jurássica, em Los Angeles
- Museu de Arte da América Latina, em Long Beach
- Museu de Arte Neon, em Los Angeles
- Museu do Oeste Americano (Autry National Center), no Parque Griffith em Los Angeles
- Museu da Tolerância, em Los Angeles
- Museu de História Natural do Condado de Los Angeles
- Museu de Arte da Califórnia de Pasadena, em Pasadena
- J. Paul Getty Center, em Brentwood, Los Angeles
- J. Paul Getty Villa, em Pacific Palisades, Los Angeles
- Museu George C. Page localizado na La Brea
- Museu de Arte de Santa Mônica, em Santa Mônica
- Museu Norton Simon, em Pasadena
- Skirball Cultural Center, em Los Angeles
- Museu Southwest Museum

### Entretenimento
| - Descanso Gardens - Dodger Stadium - Exposition Park - Farmers Market - Parque Griffith | - Observatório Griffith - La Brea - Los Angeles Music Center - Olvera Street | - STAPLES Center - Third Street Promenade - Praia Venice - Zoológico de Los Angeles |

### Locais de música

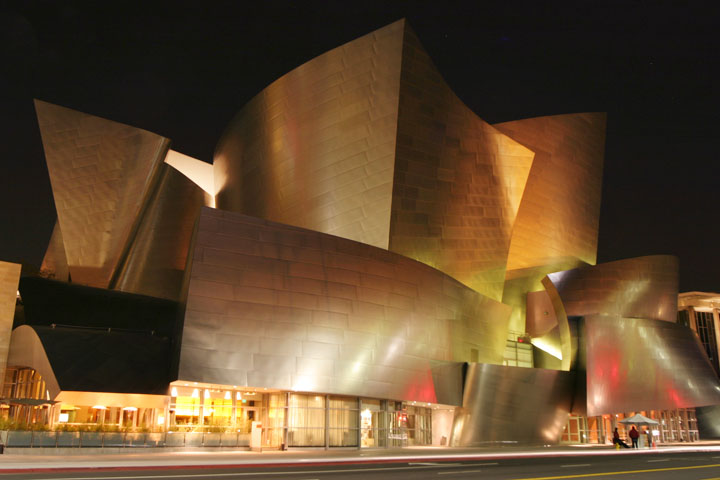
Walt Disney Concert Hall.

| - Cerritos Center for the Performing Arts - Walt Disney Concert Hall - Glass House - Teatro Grego - Teatro Pantages - Hollywood Bowl | - Hollywood Palladium - House of Blues Sunset Strip - Anfiteatro John Anson Ford - Teatro Roxy - Teatro El Rey | - STAPLES Center - The Troubadour - Teatro Wiltern - Whisky a Go Go - Anfiteatro Gibson |

### Parques de diversões
| - Raging Waters - Six Flags Magic Mountain | - Six Flags Hurricane Harbor - Universal Studios Hollywood |

### Outras atrações
| - U.S. Bank Tower - Biblioteca Central de Los Angeles | - Capela Wayfarers - Templo Hsi Lai | - RMS Queen Mary - Catedral de Nossa Senhora dos Anjos |

### Outras áreas
| - Ridge Route - Floresta Nacional Angeles - Observatório Monte Wilson - Parque Estadual Malibu Creek - Vasquez Rocks Natural Area Park | - Plant 42's Blackbird Airpark and Heritage Airpark - Antelope Valley California Poppy Reserve - Parque Estadual Saddleback Butte - Antelope Valley Indian Museum State Historic Park - Parque Estadual Arthur B. Ripley Desert Woodland |